# جسی مندیولا
جسیکا مندیولا تاویله-مانزانو، که با نام نمایشی خود جسی مندیولا (Jessy Mendiola) شناخته می‌شود. (متولد ۳ دسامبر ۱۹۹۲)، بازیگر، مدل و مجری فیلیپینی است.
جسیکا مندیولا تاویله در دبی متولد شد، جایی که پدرش در آنجا کار می‌کرد. او دومین دختر از سه دختر یک مادر فیلیپینی و یک پدر لبنانی است. او سه ساله بود که مادرش او و خواهر بزرگترش پاملا را به فیلیپین آورد. مادرش به دلیل خیانت پدرش را ترک کرد. خواهر کوچکتر جسی، مگان، در مکزیک به دنیا آمد، جایی که والدینش آشتی کردند اما در نهایت به دلایل نامعلومی دوباره از هم جدا شدند. جسیکا در دانشگاه خاور دور در رشته ارتباطات جمعی تحصیل کرده‌است.